# Радивой Корач
Радивой Корач (серб. Радивој Кораћ; 5 листопада 1938, Сомбор — 2 червня 1969, Сараєво) — югославський баскетболіст, який грав на позиції важкого форварда. Відомий за виступами в клубах ОКК «Белград», бельгійський «Льєж» та італійський клуб «Падова», та у складі національної збірної Югославії. Член Баскетбольної зали слави з 2022 року.

## Біографія
Радивой Корач розпочав грати у складі клубу ОКК «Белград» з 16 років на позиції важкого форварда. У 1960-х роках він був кращим баскетболістом Югославії, 7 разів ставав кращим за кількістю набраних очок у чемпіонаті країни, 4 рази ставав чемпіоном Югославії. У 1965 році він набрав 99 очок в матчі Кубка європейських чемпіонів проти шведського «Алвіка», й це досягнення залишається чинним рекордом за кількістю очок, набраних баскетболістом за одну гру в матчі Євроліги.
У 1967 році Корач перейшов до бельгійського клубу «Льєж», у складі якого виграв чемпіонат країни, за рік перебрався до Італії, де грав за клуб «Петрарка».
У складі збірної Югославії Корач був ведучим гравцем та найрезультативнішим її гравцем. Разом зі збірною він виграв 5 срібних медалей різних міжнародних турнірів: по 2 чемпіонату світу і Європи, а також одну Олімпійських ігор. Він 4 рази ставав найрезультативнішим на чемпіонатах Європи, та один раз — на Олімпійських іграх 1960 року. Загалом у складі збірної Югославії Корач зіграв 157 ігор.
Радивой Корач загинув у автокатастрофі на дорозі неподалік міста Сараєво у віці лише 30 років. У 1971 році ФІБА запровадила новий європейський клубний турнір, який назвали Кубком Корача. Його розіграш проходив з 1971 до 2002 року. Натепер Кубком Радивоя Корача називається національний баскетбольний кубок Сербії. Іменем Радивоя Корача були названі 4 баскетбольних клуби: 2 з Сербії, по одному з Боснії і Швейцарії. У 2007 році Корача посмертно прийняли до Зали слави ФІБА, а за рік Євроліга назвала його однією з 50 осіб, які внесли найбільший внесок у розвиток турніру.

## Титули та досягнення

### Команди
- Чемпіон Югославії (4): 1958, 1960, 1963, 1964
- Володар Кубка Югославії (2): 1960, 1961
- Чемпіон Бельгії (1): 1968
- Срібний призер Олімпійських ігор (1): 1968
- Срібний призер чемпіонату світу (2): 1963, 1968
- Срібний призер чемпіонату Європи (3): 1961, 1965
- Бронзовий призер чемпіонату Європи (1): 1963

### Особисті
- Прийнятий до Зали слави ФІБА (2007)
- Включений до списку 50 осіб, які внесли найбільший внесок у розвиток Євроліги (2008)
- Найцінніший гравець Євробаскету (1961)
- Кращий бомбардир Олімпійських ігор (1980)
- Кращий бомбардир чемпіонату Європи (1959, 1961, 1963, 1965)
- Кращий бомбардир чемпіонату Югославії (7 разів)